# Stornoway (Québec)
Stornoway è un comune del Canada, situato nella provincia del Québec, nella regione di Estrie.